# Каширська вулиця (Київ)
Каши́рська вулиця — зникла вулиця, що існувала в Дніпровському районі міста Києва, житловий масив Північно-Броварський. Пролягала від Миропільської вулиці до Дарницького бульвару. 

## Історія
Виникла в середині XX століття під назвою Нова (233-тя Нова). Назву Каширська вулиця набула 1955 року. 
Ліквідована 1978 року.